# Hafei Lobo
Der Hafei Lobo ist ein Kleinwagen des chinesischen Automobilherstellers Hafei. Das Wort „Lobo“ bedeutet „Schatz auf der Straße“.

## Merkmale
Die Karosserie des auf der Beijing Motor Show 2002 präsentierten Modells wurde von Pininfarina gestaltet. Prägnant sind die Blinkleuchten in der A-Säule und die relativ hoch positionierten, dreieckigen Rückleuchten. An der Feinabstimmung des Fahrzeughandlings war Lotus beteiligt. Im Rahmen einer Modellpflege im Jahr 2007 wurden Front- und Heckpartie leicht abgeändert.
Der Lobo wurde mit Benzinmotoren mit einem Hubraum von 1,0 bis 1,3 l angeboten. Über ein Schalt- oder ein Automatikgetriebe wurden die Vorderräder angetrieben.

## Technische Daten
|           | 1,0 l                                        | 1,1 l                                        | 1,3 l                                        |
| Motor:    | Vierzylinder-Ottomotor                       | Vierzylinder-Ottomotor                       | Vierzylinder-Ottomotor                       |
| Hubraum:  | 1,0 Liter                                    | 1,1 Liter                                    | 1,3 Liter                                    |
| Leistung: | 35 kW (48 PS)                                | 50 kW (68 PS)                                | 58 kW (79 PS)                                |
| Getriebe: | 5-Gang-Schaltgetriebe oder Automatikgetriebe | 5-Gang-Schaltgetriebe oder Automatikgetriebe | 5-Gang-Schaltgetriebe oder Automatikgetriebe |

Die Fertigungsqualität des Innenraums wurde als „unkulitiviert“ („unrefined“) kritisiert.
Zur Serienausstattung der luxuriöseren Version gehörten unter anderem Klimaanlage, Zentralverriegelung, elektrische Fensterheber vorne und Servolenkung.

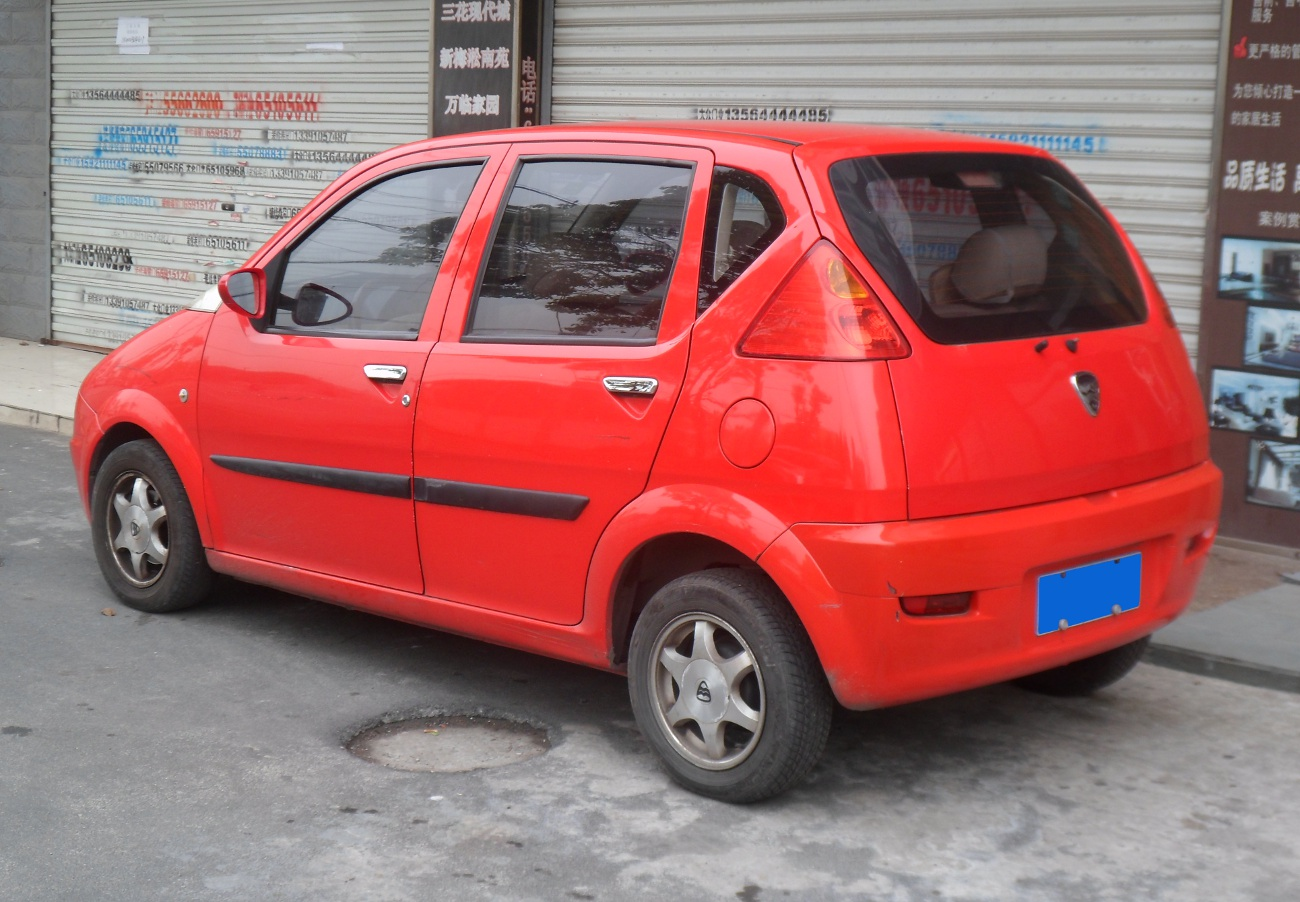
Heckansicht
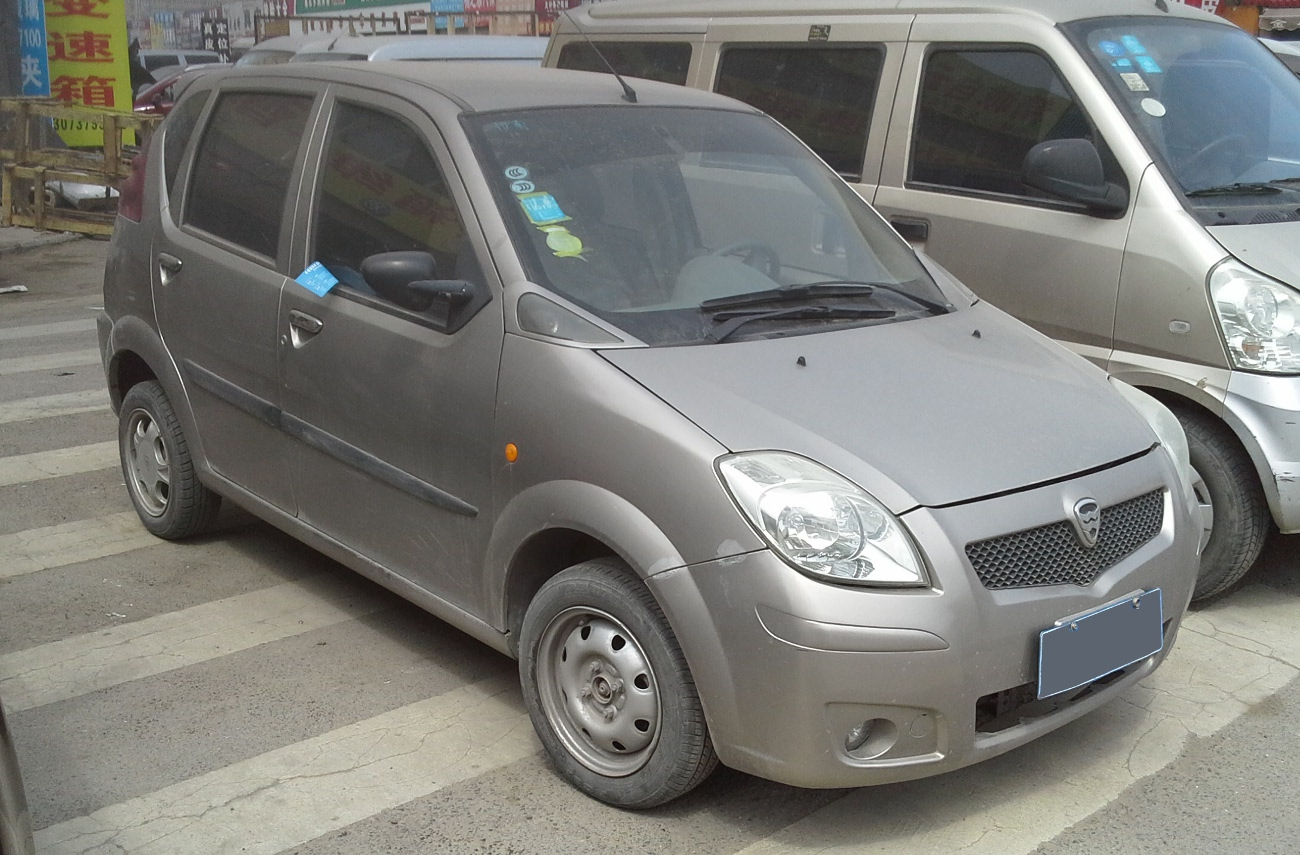
Hafei Lobo (2007–2014)
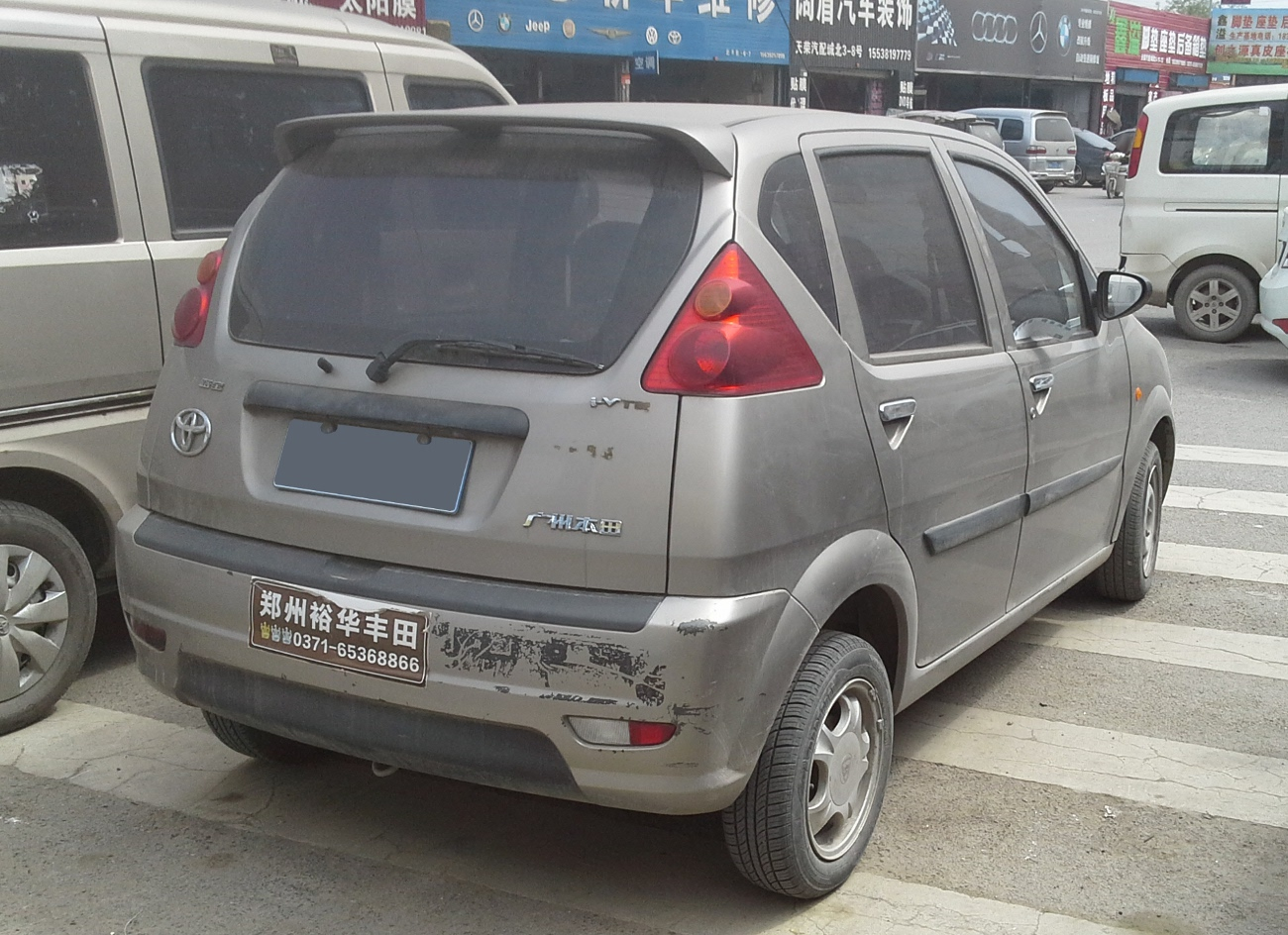
Heckansicht (2007–2014)

## Sicherheit
Bei einem Crashtest des C-NCAP erreichte der Lobo nur zwei Sterne. Er war – zumindest in Südafrika – weder mit ABS noch mit Airbags ausgestattet.

## Produktion
Ursprünglich war eine Jahresproduktion von 100.000 Einheiten anvisiert. In China wurden zwischen 2003 und 2015 insgesamt 223.817 Fahrzeuge dieses Modells verkauft, wobei die Zahlen nach 2010 stark rückläufig waren. Das Modell wurde in zahlreiche Länder exportiert. In Russland wurde der Lobo als Hafei Brio verkauft. In Deutschland war das Modell nicht erhältlich.
In Malaysia wurde das Fahrzeug bei Naza als Naza Sutera produziert (der zudem in Thailand unter der Bezeichnung Naza Forza verkauft wurde). Auf Sri Lanka wurde der Lobo von Micro Cars ab 2005 mit 1,0-l-Motor als Micro Trend hergestellt.